# Horacio Morales
Horacio "Boy" Morales jr. (Moncada, 11 september 1943 – Quezon City, 29 februari 2012) was een Filipijns econoom en politicus.
Morales maakte deel uit van de staf van president Ferdinand Marcos. Vanaf 1977 was hij actief bij de communistische ondergrondse verzetsbeweging NDF, waarvoor hij van 1982 tot 1986 in de gevangenis zat. Na een mislukte poging om te worden verkozen in de Filipijnse Senaat was hij in 1998 de strateeg achter de verkiezingen tot president van Joseph Estrada. Hij zelf was van 1998 tot 2001 minister van agrarische hervormingen.

## Biografie
Morales werd geboren op 11 september 1943 in Moncada in de provincie Tarlac. Hij behaalde in 1965 zijn bachelordiploma economie aan de University of the Philippines en in 1968 een masterdiploma economie aan de University of Oklahoma. Direct na zijn afstuderen trad hij toe tot de staf van president Ferdinand Marcos als senior economisch adviseur. Later werd hij benoemd tot vicepresident van de Development Academy of the Philippines. In 1977 werd Morales geselecteerd als een van de Ten Outstanding Young Men van de Filipijnen. Hij verscheen echter niet bij de uitreikingsceremonie, en kondigde aan ontslag te nemen uit de regering-Marcos. Hij werd daarop actief in de het National Democratic Front, een ondergrondse beweging gelinkt aan de Communist Party of the Philippines. In 1982 werd hij wegens deze activiteiten gearresteerd en vier jaar lang gevangengezet, totdat hij in 1986, samen met diverse andere politieke gevangenen, werd vrijgelaten door de nieuwe president Corazon Aquino.
In het jaar dat hij werd vrijgelaten werd Morales president van de Philippine Rural Reconstruction Movement. Deze functie behield hij tot 1998. Bij de verkiezingen van 1987 deed hij een vergeefse poging te worden verkozen in de Filipijnse Senaat. In 1998 was Morales de strateeg achter de presidentscampagne van Joseph Estrada en was hij de leider van Estrada's politieke partij, de Partido ng Masang Pilipino. Na diens verkiezing tot president werd Morales benoemd tot minister van agrarische hervormingen. Ook werd hij in 1999 benoemd tot president van de Development Academy of the Philippines. Deze functies bekleedde hij tot 2001, toen Estrada werd afgezet wegens fraude en corruptie.
Nadien was Morales actief in diverse niet-gouvernementele organisatie. In december 2011 werd hij in Baguio getroffen door een hartaanval, waardoor hij in een coma terechtkwam. Hij kwam niet meer bij kennis en overleed twee maanden later op 68-jarige leeftijd in het Philippine Hearth Center in Quezon City.